# Dalabyggð
Dalabyggð är en kommun som ligger på västra Island. Folkmängden uppgick till 673 invånare vid folkräkningen 2019, av dessa bodde 269 i den enda tätorten Búðardalur. Den största sjön i kommunen är Haukadalsvatn.

## Historia
Kommunen grundades den 11 juni 1994 genom en sammanslagning av kommunerna Suðurdalahreppur, Haukadalshreppur, Laxárdalshreppur, Hvammshreppur, Fellsstrandarhreppur och Skarðshreppur. Den 1 januari 1998 slogs Skógarstrandarhreppur samman med Dalabyggð och den 10 juni 2006 även kommunen Saurbæjarhreppur.